# Per- och polyfluorerade alkylsubstanser
Per- och polyfluorerade alkylsubstanser (PFAS) är ett samlingsnamn för mer än 4 700 industriellt framställda kemikalier (eller mer än 10 000 ämnen). Alternativa namn är per- och polyfluorerade ämnen eller högfluorerade ämnen.
PFAS har vatten-, fett- och smutsavstötande egenskaper och används bland annat i brandskum, för att impregnera kläder, i stekpannor, i kosmetika och för hudvård. Det är en stor och komplex grupp ämnen, som har använts sedan 1950-talet.
Vissa PFAS-ämnen har hälso- och miljöskadliga effekter. PFAS är idag spritt överallt i naturen och har kallats "giftiga evighetskemikalier", då de är mycket svåra att bryta ner. Redan 1968 varnade Hans Palmstierna för ett då nytt miljögift, fluorerade plaster (det som idag kallas PFAS). Mattias Öberg, toxikolog vid Karolinska institutet, har kallat PFAS för vår tids motsvarighet till DDT.